# Czubakowska

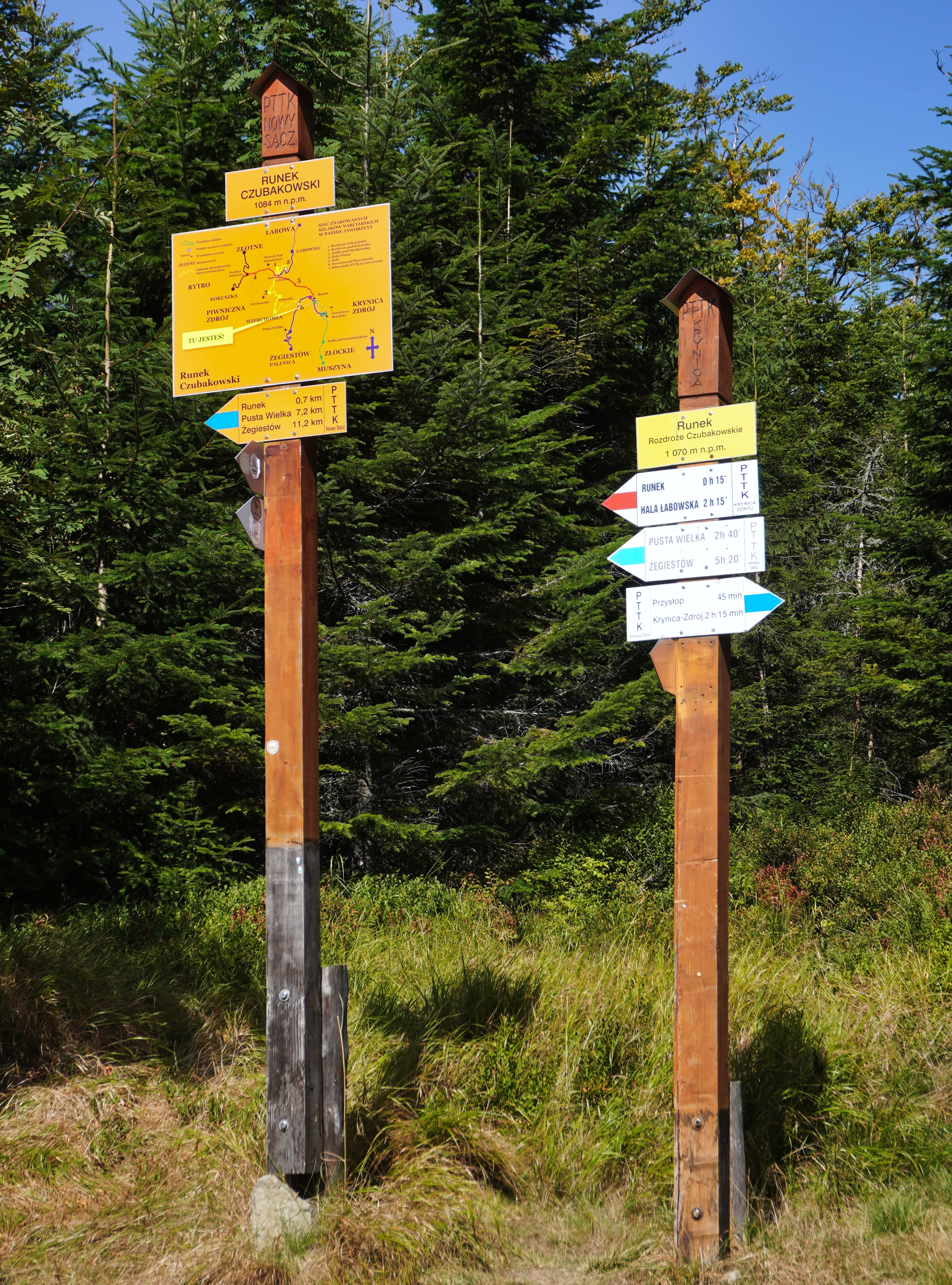
Drogowskazy i tabliczka na szczycie Runka Czubakowskiego

Czubakowska (1082 m) – szczyt w głównym grzbiecie Pasma Jaworzyny w Beskidzie Sądeckim. Znajduje się po południowej stronie szczytu Runek, w odległości (w linii prostej) około 340 m od niego. Nazwa pochodzi od dawnej, nieistniejącej już polany Czubakowska.
Poniżej szczytu znajduje się punkt wysokościowy 1069 m, co spowodowało błędne oznaczenie wysokości Czubakowskiej na niektórych mapach turystycznych (zob. np.). Obydwa te szczyty są mało wybitne. Jest też Czubakowska zwornikiem. We wschodnim kierunku odgałęzia się od niej grzbiet, który poprzez Przysłop (935 m) opada do Drabiakówki (893 m), gdzie zmienia kierunek na południowo-wschodni i poprzez Przełęcz Krzyżową ciągnie się aż po Holicę (697 m). Tak więc mająca trzy grzbiety Czubakowska wznosi się nad dolinami trzech potoków; Szczawnik, Łosiański Potok i Czarny Potok. Jest całkowicie zalesiona i krzyżują się na niej dwa szlaki turystyczne.
Na niektórych mapach i w przewodnikach turystycznych Czubakowska nie jest wyróżniana, lecz jest traktowana jako drugi wierzchołek Runka.

## Szlaki turystyczne
– czerwony: Rytro – Schronisko PTTK na Hali Łabowskiej – Runek – Jaworzyna Krynicka (Główny Szlak Beskidzki)
 niebieski: Krynica – Krzyżowa – Przełęcz Krzyżowa – Drabiakówka – Czubakowska